# La sposa mascherata
La sposa mascherata (The Masked Bride) è un film muto del 1925 diretto da Christy Cabanne e da, non accreditato, Josef von Sternberg.

## Trama
Gaby è una ballerina professionista che, talvolta, fa anche la ladra. Lavora in un locale di Montmartre: qui, incontra Grover, un milionario americano che sta facendo delle ricerche sul crimine in Francia. Grover organizza un incontro con Gaby nel suo studio per poterla intervistare: i due, dopo molte discussioni, finiscono per innamorarsi. Fissata la data delle nozze, Gaby sarà costretta da un suo vecchio complice, Antoine, a rubare una preziosa collana allo stesso Grover che Antoine minaccia, in caso contrario, di uccidere. Per proteggerlo, Gaby cede. Antoine viene arrestato dal prefetto di polizia e Grover viene a sapere la verità, scoprendo che la fidanzata ha agito in quel modo per proteggere la sua vita. L'uomo, allora, decide di continuare i preparativi per le prossime nozze.

## Produzione
Il film fu prodotto dalla Metro-Goldwyn-Mayer (MGM). Nei titoli appare il nome di Josef von Sternberg che lasciò il set dopo pochi giorni di lavorazione, venendo sostituito da Cabanne.

## Distribuzione
Distribuito dalla Metro-Goldwyn-Mayer (MGM), il film uscì nelle sale cinematografiche statunitensi il 13 dicembre dopo una prima tenuta a New York il 29 novembre 1925. In Germania, con il titolo Die Tänzerin von Moulin-Rouge, venne distribuito dall'Universum Film (UFA) nel luglio 1926.